# Bourg-Lastic
Bourg-Lastic är en kommun i departementet Puy-de-Dôme i regionen Auvergne-Rhône-Alpes i centrala Frankrike. Kommunen ligger i kantonen Bourg-Lastic som tillhör arrondissementet Clermont-Ferrand. År 2022 hade Bourg-Lastic 873 invånare.

## Befolkningsutveckling
Antalet invånare i kommunen Bourg-Lastic
| Referens: INSEE |